# 144-й истребительный авиационный полк ПВО
144-й истребительный авиационный полк ПВО (144-й иап ПВО) — воинская часть истребительной авиации ПВО, принимавшая участие в боевых действиях Великой Отечественной войны.

## Наименования полка
- 283-й истребительный авиационный полк[1][2];
- 283-й истребительный авиационный полк ПВО[1][2];
- 740-й истребительный авиационный полк ПВО[1][2];
- 144-й истребительный авиационный полк ПВО[1][2];
- Войсковая часть (полевая почта) 42086[1][2].

## История и боевой путь полка
144-й истребительный авиационный полк ПВО переформирован 8 августа 1944 года из 740-го истребительного авиационного полка ПВО 147-й истребительной авиационной дивизии ПВО 79-й дивизии ПВО Северного фронта ПВО и переведён на новый штат 015/325. Полк имел на вооружении американские истребители Bell P-39 Airacobra («Аэрокобра»).

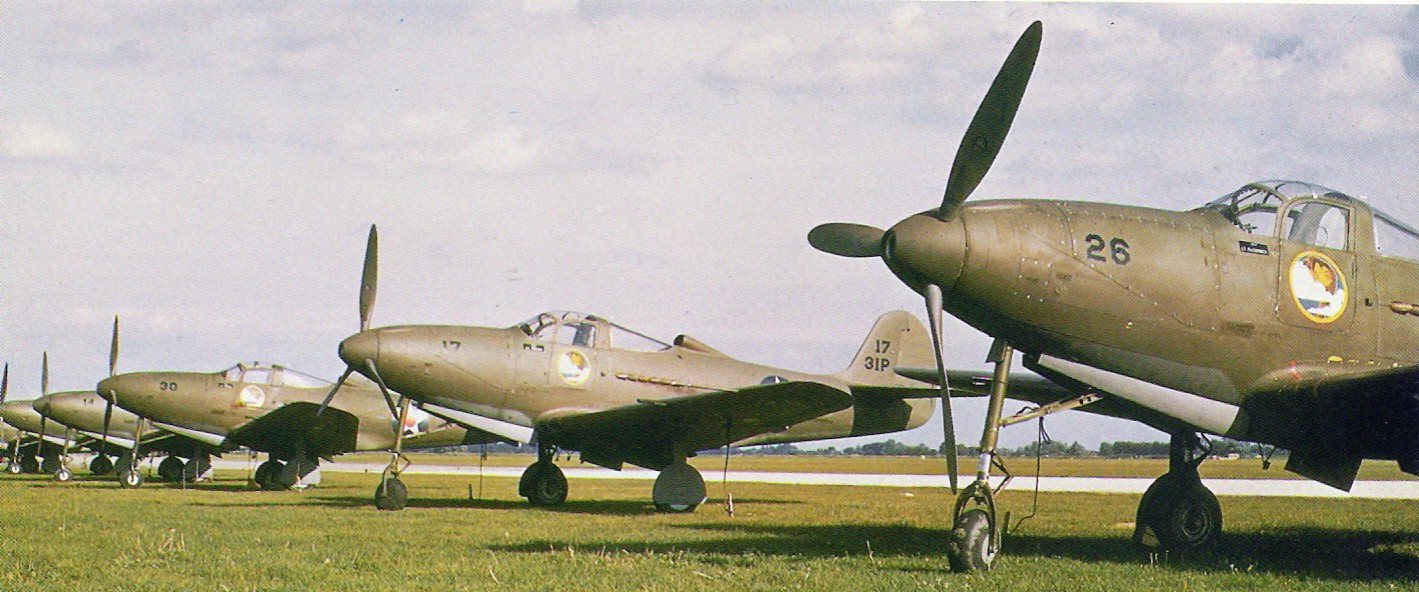
Самолёт Bell P-39 Airacobra. Этими самолётами, полученными по ленд-лизу, полк был вооружён при переименовании

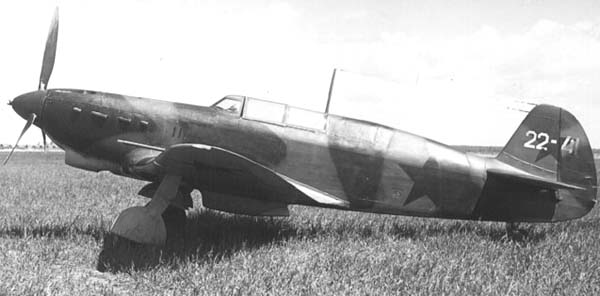
Самолёт Як-7Б поступил на вооружение полка в 1944 году

В августе полк пополнен самолётами Як-7Б и Як-9. 14 октября 1944 года полк из 147-й иад ПВО передан в состав 144-й истребительной авиационной дивизии ПВО 4-го корпуса ПВО Северного фронта ПВО. 24 декабря полк вместе с дивизией включён в состав войск Западного фронта ПВО (2-го формирования) (преобразован из Северного фронта ПВО). С 22 декабря полк выполнял боевую работу по патрулированию воздушного пространства в районах своего Барановичского аэроузла.
18 января полк перебазировался на новый аэродром Серки (Тыкоцин) в 32 км западнее города Белосток, а 19 января 1945 года вновь включён в состав действующей армии и приступил к боевой работе в составе 144-й иад ПВО 4-го корпуса ПВО Западного фронта ПВО на самолётах «Аэрокобра», Як-7б и Як-9. Несмотря на получение новых самолётов, полк продолжал выполнять боевые задачи на самолётах «Аэрокобра» и Curtiss P-40 (Киттихаук), имея при этом боеготовых экипажей: всего — 30, на Аэрокобрах — 29, на Киттихаук −1, ночью — 18.
Боевой задачей полка являлось противовоздушная оборона города Белосток и военно-промышленных объектов и коммуникаций 2-го Белорусского фронта. Помимо патрулирования в заданных районах полк силами отдельных экипажей выполнял полёты на «свободную охоту».
5 марта 1945 года полк исключён из действующей армии. Всего в составе действующей армии полк находился: с 19 января 1945 года по 5 марта 1945 года.
После окончания войны полк базировался на аэродроме Барановичи и входил в состав 144-й истребительной авиационной дивизии ПВО. 31 января 1946 года полк расформирован в составе 144-й истребительной авиационной дивизии ПВО на основании директивы ГШ КА № орг/10/88861сс от 15.12.1945 г. и приказа 144-й иад № 0012 от 31.01.1946 г.

### Итоги боевой деятельности полка в Великой Отечественной войне
Всего за годы войны полком:
- Совершено боевых вылетов — 2326
- Сбито самолётов противника — 40, из них:
  - бомбардировщиков — 16
  - истребителей — 23
  - прочих типов — 1
- Свои потери (боевые):
  - лётчиков — 10
  - самолётов — 11

## Командир полка
- капитан, майор, подполковник Мальцев Александр Никитович, 23.08.1941 — 12.02.1944
- капитан, майор Мартынов Николай Александрович, 04.03.1944 — 31.01.1946